# Torii Tadatsune
Torri Tadatsune (鳥居 忠恒, né en 1604, mort le 7 août 1636) est un daimyo, fils de Tadamasa Torii. Son fief retourne sous le contrôle du shogunat quand il meurt sans héritier.

## Source de la traduction
- (en) Cet article est partiellement ou en totalité issu de l’article de Wikipédia en anglais intitulé « Torii Tadatsune » (voir la liste des auteurs).